# Акари
Акарите (Acari, Acarina) са подклас паякообразни, наброяващи около 10 хил. вида. 

## Устройство
Тялото им е с кожеста обвивка, без членчета. Дължината им е от 0,1 до 30 mm.

## Размножаване
Разделнополови организми. В някои случаи се размножават с партеногенеза.

## Хранене
Сред акарите има свободноживеещи, но също и паразити по човека и животните (хранят се с кръв) – кърлежи, кокошинки - които са и заразоносители. Има и паразити по диви и културни растения – луков, лозов, брашнен, галообразуващи акари, червено паяче и др.

## Класификация
Подклас Акари
- Надразред Opilioacariformes Johnston, 1968
  - Разред Opilioacarida With, 1902
- Надразред Акарообразни (Acariformes) Zakhvatkin, 1952
  - Разред Sarcoptiformes Reuter, 1909
  - Разред Trombidiformes Reuter, 1909
- Надразред Parasitiformes Reuter, 1909
  - Разред Holothyrida Thon, 1905
  - Разред Кърлежи (Ixodida) Leach, 1815
  - Разред Mesostigmata Canestrini, 1891